# Hakan Türköz
Hakan Türköz (Den Haag, 7 juli 1987) is een Nederlands voetballer van Turkse afkomst die als aanvaller onder meer voor FC Omniworld speelde.

## Carrière
Hakan Türköz speelde in de jeugd van VCS en ADO Den Haag, wat hem in het laatste half jaar dat hij bij deze club actief was verhuurde aan FC Omniworld. Hij debuteerde in het betaald voetbal op 19 januari 2007, in de met 1-3 gewonnen uitwedstrijd tegen AGOVV Apeldoorn. Hij speelde in totaal negen wedstrijden voor de Almeerse club in de Eerste divisie. Hierna speelde hij voor verschillende amateurclubs in de regio Den Haag en het voor het Turkse Çorumspor in de TFF 2. Lig. In september 2011 werd hij gecontracteerd door Istanbulspor dat hem direct verhuurde aan Tepecik Belediyespor. Na een maand werd de overeenkomst ontbonden en keerde Türköz terug naar Nederland.

### Statistieken
| Seizoen                   | Club           | Land           | Competitie       | Competitie | Competitie | Beker | Beker | Totaal | Totaal |
| Seizoen                   | Club           | Land           | Competitie       | Wed.       | Dlp.       | Wed.  | Dlp.  | Wed.   | Dlp.   |
| ------------------------- | -------------- | -------------- | ---------------- | ---------- | ---------- | ----- | ----- | ------ | ------ |
| 2006/07                   | → FC Omniworld | Nederland      | Eerste divisie   | 9          | 0          | 0     | 0     | 9      | 0      |
| 2012/13                   | Haaglandia     | Nederland      | Topklasse Zondag | 8          | 2          | 0     | 0     | 8      | 2      |
| Carrièretotaal            | Carrièretotaal | Carrièretotaal | Carrièretotaal   | 17         | 2          | 0     | 0     | 17     | 2      |
| Bijgewerkt op 16 mei 2020 |                |                |                  |            |            |       |       |        |        |